# Lloyd Banks

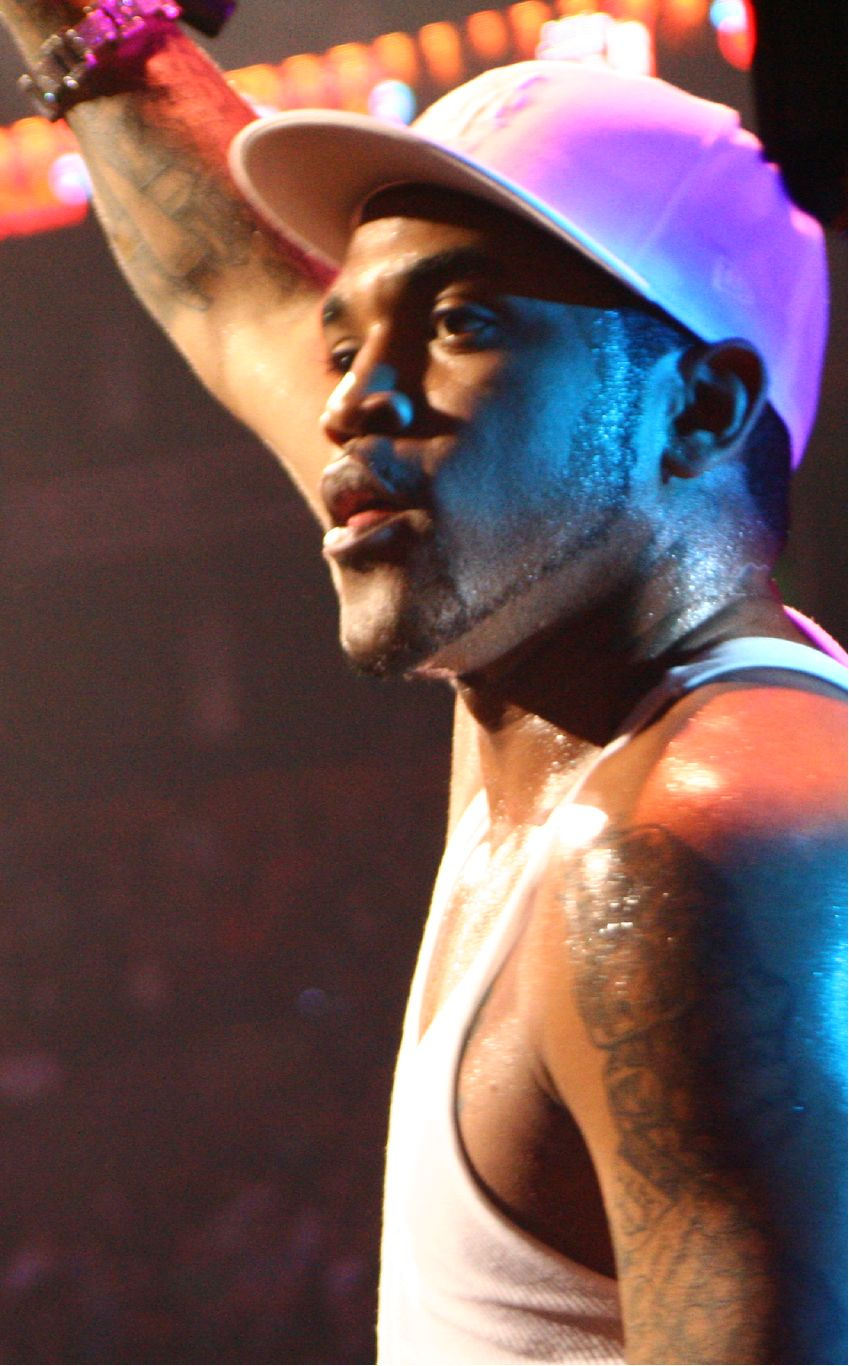
Lloyd Banks

Christopher Charles Lloyd, znany jako Lloyd Banks (ur. 30 kwietnia 1982 w Baltimore) – 
amerykański raper i członek G-Unit.

## Życiorys

### Wczesne lata
Banks urodził się w Baltimore w stanie Maryland. Jego matka pochodziła z Portoryko, natomiast ojciec był Afroamerykaninem. W wieku lat 6 Banks przeprowadził się do South Jamaica, Queens w Nowym Jorku. Wychowywała go matka – ojciec często przebywał w więzieniu. Banks był grzecznym chłopcem. Jego kariera rozpoczęła się w wieku 16 lat, kiedy został wyrzucony ze szkoły – rymował na ulicy, pojawił się też na kilku mixtape'ach, czym uzyskał lokalny rozgłos. Później, wraz z dwoma innymi lokalnymi artystami (50 Cent i Tony Yayo) założył G-Unit. Teraz ma żonę Mary Jane Lloyd i syna Steve'a Lloyda.

### G-Unit
Po założeniu G-Unit, Banks dość często pojawiał się na różnych mixtape'ach. W 2003 roku został wybrany artystą roku, współpracował też z takimi producentami jak DJ Whoo Kid. W swoim dorobku ma też takie produkcje jak Mo Money In The Bank i kontynuacje Mo Money In the Bank Part 2, 3, 4 i 5. Banks zaangażowany był też w prace nad solową płytą 50 Centa Get Rich or Die Tryin’. Lloyd Banks w 2008 wydał mixtape Statue of Liberty zawierające dissy na Fat Joe. W 2009 Banks zaczął wydawać mixtapy z serii „5 and better series”, m.in. Halloween havoc zadedykowany swojej zmarłej babci i Cold Corner.Oba odniosły duży sukces. W kawałku Beneath me z Halloween Havoc były zaczepki w stronę byłych członków G-unit The Game i Young Bucka, gdzie Banks wyraźne zaznacza, że zostanie na zawsze w G-unit, tłumaczy iż nie postąpi tak jak oni czyli nie zostawi 50 Centa: „I won't be the next Game I wont be the next Buck”.

### Kariera solowa
Jego pierwsza solowa płyta The Hunger for More została wydana w czerwcu 2004 roku. Album promowały takie utwory jak „On Fire”, „I'm So Fly” czy „Karma”.
Jesienią 2005 w internecie pojawił się album The Big Withdraw, który zawierał 23 utwory.
10 października 2006 ukazał się drugi album Banksa, zatytułowany Rotten Apple. Data wydania albumu została przesunięta z powodu dość małego zainteresowania singlem „Hands Up”.
Dnia 23 listopada 2010 ukazał się trzeci album zatytułowany H.F.M. 2 (Hunger for More 2). Został on wydany nakładem dwóch wytwórni G-Unit i EMI. Gościnnie na albumie wystąpili tacy artyści jak 50 Cent, Kanye West, Swizz Beatz, Tony Yayo czy Akon.

## Dyskografia
- The Hunger for More (2004)
- Rotten Apple (2006)
- H.F.M. 2 (Hunger for More 2) (2010)

## Filmografia
- Before I Self Destruct (2009) jako nauczyciel
- Dzień dobry TV (2010) jako on sam